# Йохан Вилхелм фон Рогендорф
Йохан Вилхелм фон Рогендорф (на немски: Johann Wilhelm, Freiherr von Rogendorf-Mollenburg; * 4 юли 1531; † ноември или декември 1590) е фрайхер на Рогендорф-Моленбург, губернатор на Долна Австрия, ланд-маршал на Долно-Австрийските съсловия, говорител на протестантската партия и австрийски генерал. 

## Биография
Той е син на фрайхер Вилхелм II фон Рогендорф-Моленбург (* 18 ноември 1511; † 1543), австрйски военен командир и дворцов майстер, и съпругата му Анна фон Хоенберг-Кройцбах, дъщеря на Еразмус фон Хоенберг († 1529) и Барбара фон Фолкенсторф. Внук е на фрайхер Волфганг фон Рогендорф (1483 – 1540) и Елизабет фон Лихтенщайн-Николсбург (1483 – 1517). Правнук е на фрайхер Каспар фон Рогендорф († 1506) и Маргарета фон Вилдхауз. Дядо му Каспер е съветник, кемерер и военен командир на император Фридрих III (упр. 1452 – 93) и е издигнат на фрайхер. През 1486 г. дядо му Каспер фон Рогендорф купува замък Моленбург от фамилията Еберсдорф и го престроява.
Брат е на Георг Еренрайх I фон Рогендорф (1536 – 1590) и Клара фон Рогендорф (* 1537), омъжена ок. 1560 г. за Кристоф фон Танхаузен († 1565).
Йохан Вилхелм е губернатор на Долна Австрия и говорител на протестантската партия в събранието и в двора.
Умира през 1590 г. Неговият фамилен клон завършва с него.

## Фамилия
Първи брак: през 1553 г. се жени за Маргарета фон Херберщайн, дъщеря на Рупрехт фон Херберщайн и Хелена Фигер. Те имат един син и 5 дъщери:
- Йохан Макс фон Рогендорф († 1596)
- Елизабет фон Рогендорф (* 1558), омъжена I. във Виена на 22 май 1577/1574 г. за Фридрих от Прага фрайхер на Виндхаг († сл. 30 септември 1598), II. за бургграф Владислав фон Дона
- (?) Кристина фон Рогендорф († 1621 в Шпонау), омъжена I. 1589 г. за Хинек 'Стари' фон Врбна и Фройдентал († 30 април 1596), II. 1598 г. за Йохан Вилхелм фон Лозенщайн (* юни 1546; † 1601)

Втори брак: през 1572 г. във Вид се жени за графиня Анна фон Вид (* ок. 1555; † 15/31 декември 1590), дъщеря на граф Йохан IV фон Вид-Рункел, Изенбург(† 1581) и Катарина фон Ханау-Мюнценберг (1525 – 1588/1593). Те имат десет деца:
- Юлиана фон Рогендорф (* 1579; † 12 юли 1633, Нидервалзее), омъжена на 24 март 1592 г. в Ефердинг за граф Райхард фон Щархемберг (* 1 март 1570, Линц; † 8 февруари 1613, Виена)
- Катарина фон Рогендорф
- Енгелбурга фон Рогендорф, неомъжена
- Поликсена фон Рогендорф († 12 август 1614), омъжена на 2 януари 1610 г. в Енс, Линц за Карл фон Шерфенберг-Шпигелберг (* 1549; † 3 юли 1610, Енс)
- Емилия фон Рогендорф (* ок. 1579; † 3 март 1650 в Гайлдорф), омъжена на 31 март 1595 г. в Линц за Албрехт III Шенк фон Лимпург (* 2 май или 2 октомври 1568; † 6 септември или 6 ноември 1619 в Гайлдорф)
- Йохан Херман фон Рогендорф (* 1571), фрайхер, главен мунд-шенк на император Матиас, женен на 23 юли 1602 г. за Катарина фон Ландау, бездетен
- Максимилиан фон Рогендорф († 1596) (намушкан до смърт)
- Готфрид фон Рогендорф
- Адолф фон Рогендорф
- Рихард фон Рогендорф